# Ceroplastes combreti
Ceroplastes combreti är en insektsart som beskrevs av Charles Kimberlin Brain 1920. Ceroplastes combreti ingår i släktet Ceroplastes och familjen skålsköldlöss. Inga underarter finns listade i Catalogue of Life.